# Cal Gebellí
Cal Gebellí és un edifici d'habitatges del municipi de Reus (Baix Camp) inclòs en l'Inventari del Patrimoni Arquitectònic de Catalunya.

## Descripció
És un habitatge entre mitgeres estructurat en planta baixa i dos pisos superiors. La façana és arrebossada imitant el carreuat de pedra deixat a la vista. A la planta baixa hi ha tres entrades. Les obertures estan disposades de forma ordenada, i són falsos arcs mixtilinis. Al primer pis trobem un balcó corregut i al segon, tres balcons independents. Les baranes són de ferro força treballat i suportats per mènsules de pedra de grans dimensions treballades en relleu negatiu de tipus floral. Rematant l'edifici trobem una cornisa motllurada de pedra suportada per mènsules amb figures masculines de mig cos, que fa força interessant el conjunt.

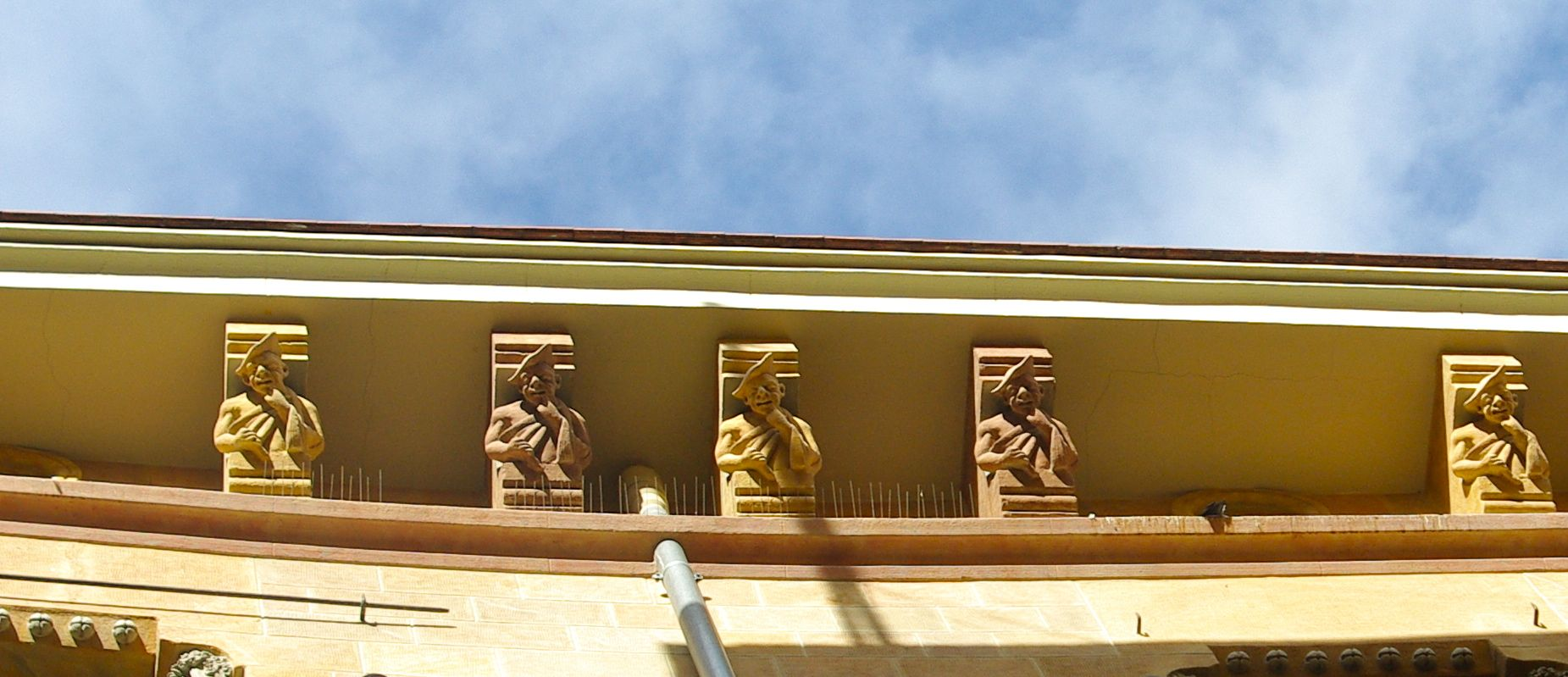
Cal Gebellí detall

## Història
L'Arquitecte Pere Caselles va dissenyar aquesta casa el 1896 al carrer de Jesús, per als germans Eudald i Antoni Gebellí Esteve, i és una de les primeres mostres modernistes.